# 1. division 1960
La 1. Division 1960 è stata la 47ª edizione della massima serie del campionato danese di calcio conclusa con la vittoria del AGF, al suo quarto titolo.
Capocannoniere del torneo fu Harald Nielsen dal Frederikshavn fI con 19 reti.

## Classifica finale
|    | Classifica           | G  | V  | N | P  | GF | GS | DR  | Pti |
| -- | -------------------- | -- | -- | - | -- | -- | -- | --- | --- |
| 1  | AGF                  | 22 | 13 | 6 | 3  | 52 | 32 | +20 | 32  |
| 2  | KB                   | 22 | 13 | 3 | 6  | 63 | 33 | +30 | 29  |
| 3  | Vejle                | 22 | 12 | 5 | 5  | 52 | 35 | +17 | 29  |
| 4  | Odense               | 22 | 10 | 6 | 6  | 47 | 39 | +8  | 26  |
| 5  | Frederikshavn fI (*) | 22 | 8  | 8 | 6  | 32 | 30 | +2  | 24  |
| 6  | Esbjerg              | 22 | 7  | 8 | 7  | 26 | 30 | -4  | 22  |
| 7  | B 1913 (*)           | 22 | 8  | 3 | 11 | 41 | 40 | +1  | 19  |
| 8  | B 1909               | 22 | 6  | 6 | 10 | 37 | 46 | -9  | 18  |
| 9  | B 1903               | 22 | 6  | 6 | 10 | 21 | 29 | -8  | 18  |
| 10 | Skovshoved IF        | 22 | 5  | 8 | 9  | 25 | 39 | -14 | 18  |
| 11 | AB                   | 22 | 6  | 5 | 11 | 32 | 46 | -14 | 17  |
| 12 | BK Frem              | 22 | 4  | 4 | 14 | 33 | 62 | -29 | 12  |

(*) Squadre neopromosse

## Verdetti
- AGF Campione di Danimarca 1960.
- B 1913 ammesso alla Coppa dei Campioni 1961-1962.
- AB e BK Frem retrocesse.